# Khrimian Hairig
Khrimian Hairig is een compositie van de Armeens-Schotse componist Alan Hovhaness.
Het werk is gecomponeerd voor trompet en strijkinstrumenten en is één lange hymne van de trompet boven de begeleiding. Later in het werk sluit de eerste viool zich aan bij de trompettist. Het werk is vergelijkbaar met The Prayer of Saint Gregory. De hymne wordt gespeeld ter nagedachtenis van Mkrtich Khrimian, Armeens schrijver, publicist en politiek en religieus leider. Het werk ontstond als een reactie op de afkeuring van Tanglewood van Hovhaness muziekstijl; hij kreeg daarop de hint van Hermon di Giovanno zich te verdiepen in de oude culturen rond de Middellandse Zee en zijn land van (gedeeltelijke) afkomst Armenië (vaders kant). Het werk valt in zijn Armeense periode en heeft net zoals andere werken uit die tijd een Armeense titel. Een succes was het niet; het werd pas 47 jaar later voor het eerst opgenomen (Koch).

## Orkestratie
- solisten:trompet
- violen, altviolen, celli, contrabassen

## Discografie
- Uitgave Koch International: Chris Gecker (trompet) met het Manhattan Chamber Orchestra o.l.v. Richard Auldan Clark; opname 1995 (niet meer verkrijgbaar)
- Uitgave Naxos: Lars Ranch (trompet); Deutsches Symphonie-Orchester Berlin o.l.v. Gerard Schwarz (zelf ook trompettist) (opname 2005)